# Nedžad Mahmić
Nedžad Mahmić, né le 28 septembre 1997 à Bosanska Krupa, est un coureur cycliste bosnien.

## Biographie
Nedžad Mahmić naît le 28 septembre 1997 à Bosanska Krupa, en Bosnie-Herzégovine. Il commence le cyclisme à l'âge de 13 ou 14 ans. À 16 ans, il déménage avec sa famille à Vienne, après avoir résidé temporairement en Slovénie.
En 2015, chez les juniors, il devient double champion de Bosnie-Herzégovine, sur route et en VTT cross-country. En 2016, il devient à 19 ans quadruple champion de Bosnie-Herzégovine, sur route (élites et espoirs) ainsi qu'en VTT.
En juin 2019, il est sélectionné en équipe de Bosnie-Herzégovine pour disputer les Jeux européens.

## Palmarès sur route

### Par année
- 2013
  - 2e du championnat de Bosnie-Herzégovine sur route cadets
- 2015
  -  Champion de Bosnie-Herzégovine sur route juniors
- 2016
  -  Champion de Bosnie-Herzégovine sur route
- 2018
  - 3e du championnat de Bosnie-Herzégovine sur route
- 2019
  -  Champion de Bosnie-Herzégovine sur route

### Classements mondiaux
| Année                                 | 2016  | 2017 | 2018 | 2019  |
| ------------------------------------- | ----- | ---- | ---- | ----- |
| Classement mondial                    | 1330e | nc   | nc   | 1203e |
| UCI Europe Tour                       | 906e  | nc   | nc   | 841e  |
|                                       |       |      |      |       |
| Légende : nc = non classéSource : UCI |       |      |      |       |

## Palmarès en VTT
- 2014
  - 3e du championnat de Bosnie-Herzégovine de cross-country juniors
- 2015
  -  Champion de Bosnie-Herzégovine de cross-country juniors
- 2016
  -  Champion de Bosnie-Herzégovine de cross-country[6]
  -  Champion de Bosnie-Herzégovine de cross-country marathon
- 2018
  -  Champion de Bosnie-Herzégovine de cross-country[7]